# Rama (rzeka)
Rama – rzeka w Bośni i Hercegowinie uchodząca do zbiornika Jablaničko jezero na Neretwie. Płynie przez północną Hercegowinę.

## Przebieg

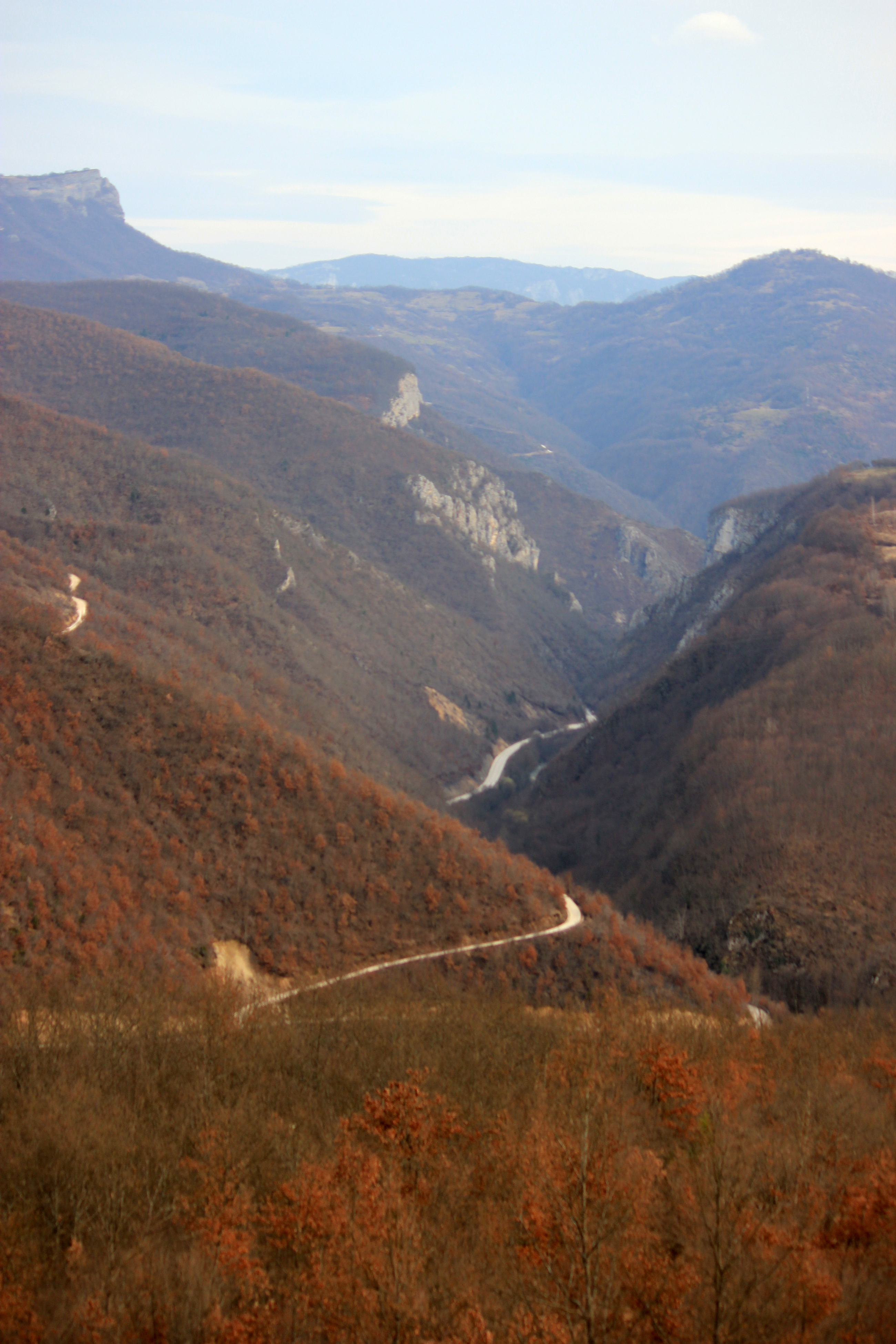
Dolina Ramy poniżej Prozoru

Rama wypływa ze źródeł krasowych Rama, Buk i Krupić w pobliżu miejscowości Varvara, które obecnie, w normalnych warunkach, znajdują się poniżej powierzchni powstałego w 1968 r. jeziora zaporowego Ramsko Jezero, na zachód od Prozoru w gminie Prozor-Rama, w kantonie hercegowińsko-neretwiańskim. Z tego powodu właściwy bieg rzeki zaczyna się dopiero poniżej zapory. Do jeziora i rzeki wpływają potoki z okolicznych gór, w tym m.in. Crima, Dušica, Gračanica i Volujak.
Poniżej położonego na wysokości 595 m n.p.m. jeziora zaporowego Ramsko jezero, Rama płynie przez kilka kilometrów wąską doliną na wschód, a potem skręca na południowy wschód. W tym miejscu wpływa do kanionu Ramy, położonego między Prozorem a Jablanicą, pokonując bystrza i wodospady. Koło Gračaca Rama uchodzi do jeziora zaporowego Jablaničko jezero, które zalało dolny odcinek pierwotnego kanionu.
Pierwotna długość rzeki wynosiła 34 km, ale po spiętrzeniu obydwóch zbiorników pozostało tylko 9 km.
Jedynymi ważniejszymi miejscowościami nad rzeką są wsie Gračanica i Gračac, należące do gminy Prozor-Rama.